# Getränke Pfeifer
Die Getränke Pfeifer Holding GmbH in Chemnitz-Grüna war eine in den Bereichen Getränkefachgroßhandel, filialisierter Getränkeeinzelhandel sowie Speditions- und Beschaffungslogistik tätige Unternehmensgruppe.
Getränke Pfeifer GmbH, Solid Getränke und regionale Tochterunternehmen repräsentierten hierbei den Bereich Getränkefachgroßhandel. Der Getränkeeinzelhändler Getränkewelt GmbH ist mit mehr als 70 Märkten in Sachsen, Thüringen, Sachsen-Anhalt, Brandenburg und Westfalen vertreten. Der Getränkehandel machten rund 97 % der Umsätze aus. Eine Spedition und eine Immobilienfirma unterstützen das Kerngeschäft der Unternehmensgruppe.

## Geschichte
Das 1907 von Emil Pfeifer gegründete Unternehmen war anfangs ein Transportunternehmen. Aus den Erfahrungen der Transporte für Brauereien entstand später der Getränkehandel.
Seit 2018 war die luxemburgische Splendid Drinks AG mit 51 % an Getränke Pfeifer beteiligt. Mit der Restrukturierung von Splendid Drinks Anfang der 2020er Jahre und der Umbenennung von Getränke Pfeifer Holding in Splendid Drinks Holding und von Getränke Pfeifer in Splendid Drinks (2021) sind die Unternehmen der Getränke-Pfeifer-Gruppe in die Splendid-Drinks-Gruppe integriert.